# Lijst van voetbalinterlands Cambodja - Filipijnen
Deze lijst van voetbalinterlands is een overzicht van alle officiële voetbalwedstrijden tussen de nationale teams van Cambodja en de Filipijnen. De landen speelden tot op heden elf keer tegen elkaar, te beginnen met een vriendschappelijke wedstrijd op 6 juni 1972 in Jakarta (Indonesië). Het laatste duel, een groepswedstrijd tijdens de Zuidoost-Azië Cup 2022, vond plaats in Phnom Penh op 20 december 2022.

## Wedstrijden
| №  | Plaats       | Datum             | Competitie                          | Wedstrijd                   | Uitslag |
| -- | ------------ | ----------------- | ----------------------------------- | --------------------------- | ------- |
| 1  | Jakarta      | 6 juni 1972       | Vriendschappelijk                   | Khmerrepubliek – Filipijnen | 4 – 0   |
| 2  | Kuala Lumpur | 2 augustus 1972   | Vriendschappelijk                   | Filipijnen – Khmerrepubliek | 2 – 2   |
| 3  | Seoel        | 27 september 1972 | Vriendschappelijk                   | Khmerrepubliek – Filipijnen | 1 – 0   |
| 4  | Singapore    | 26 maart 1998     | Zuidoost-Azië Cup 1998 kwalificatie | Cambodja − Filipijnen       | 1 − 1   |
| 5  | Jakarta      | 21 december 2002  | Zuidoost-Azië Cup 2002              | Cambodja − Filipijnen       | 1 − 0   |
| 6  | Bacolod      | 18 november 2006  | Zuidoost-Azië Cup 2007 kwalificatie | Filipijnen − Cambodja       | 1 − 0   |
| 7  | Phnom Penh   | 23 oktober 2008   | Zuidoost-Azië Cup 2008 kwalificatie | Cambodja − Filipijnen       | 2 − 3   |
| 8  | Vientiane    | 26 oktober 2010   | Zuidoost-Azië Cup 2010 kwalificatie | Filipijnen − Cambodja       | 0 − 0   |
| 9  | Manilla      | 24 maart 2013     | AFC Challenge Cup 2014 kwalificatie | Filipijnen − Cambodja       | 8 − 0   |
| 10 | Manilla      | 14 november 2014  | Vriendschappelijk                   | Filipijnen − Cambodja       | 3 − 0   |
| 11 | Phnom Penh   | 20 december 2022  | Zuidoost-Azië Cup 2022              | Cambodja − Filipijnen       | 3 − 2   |

## Samenvatting
| Competitie                     | Totaal gespeeld | Winst Cambodja | Gelijk | Winst Filipijnen | Doelsaldo Cambodja – Filipijnen |
| ------------------------------ | --------------- | -------------- | ------ | ---------------- | ------------------------------- |
| AFC Challenge Cup-kwalificatie | 1               | 0              | 0      | 1                | 0 − 8                           |
| Zuidoost-Azië Cup              | 2               | 2              | 0      | 0                | 4 − 2                           |
| Zuidoost-Azië cup-kwalificatie | 4               | 0              | 2      | 2                | 3 − 5                           |
| Vriendschappelijk              | 4               | 2              | 1      | 1                | 7 − 5                           |
| Totaal                         | 11              | 4              | 3      | 4                | 14 − 20                         |

Wedstrijden bepaald door strafschoppen worden, in lijn met de FIFA, als een gelijkspel gerekend.